# Crown of Creation (gruppo musicale)
I Crown of Creation sono un gruppo musicale synth pop tedesco. Il loro stile pop, con forti influenze trance, è accompagnato dalla voce di Anne Crönert.

## Storia del gruppo
I Crown of Creation sono stati fondati nel 1985. La band si è formata e ha cominciato a suonare a Großmoor (comune di Adelheidsdorf) per poi trasferirsi a Hannover nel 1987. Dopo numerosi cambi di formazione e molte registrazioni, la band si rivolse a uno studio discografico nel 1993 con Nicole Sukar di Rick J. Jordan (degli Scooter) ed esordì con il CD Real Life.
Del 1994 e del 1995 è in tour nella regione della Seine-et-Marne, vicino a Parigi. Nel 1998 la band si sciolse, ma dopo undici anni di assenza i Crown of Creation si ritrovano, nel 2009, con la nuova cantante Anne Crönert.
Nel 2010 viene prodotto il CD Darkness in your Life in collaborazione con la Dance Factory da Lachendorf e viene realizzato anche il video. Dall'8 all'11 maggio 2010 è stata presentata la storia della band degli ultimi venticinque anni in un opuscolo chiamato Wathlinger Bote o Wathlinger Echo.
In occasione del Natale 2010, la band scrisse e dedicò la canzone At Christmas Time alla propria città natale, Hannover.
I bambini del coro della scuola elementare di Adelheidsdorf cantarono con la band nel mese di agosto 2011 in uno studio di Hannover il ritornello di Child's Eyes.
I Crown of Creation nel 2012 hanno scritto una nuova canzone inedita, Vampires in the Moonlight, per la compilation Made in Ce(lle), i cui ricavi sono andati in beneficenza, mentre nel 2013 appare il CD Maxi-Singolo With the Rhythm in my Mind. In questa occasione, il video fornitore emovion ha prodotto per il titolo principale e Child's Eyes un video.

## Formazione

### Formazione attuale
- Matze / Matthias Blazek (tastiera)
- Thomas / Thomas Czacharowski (tastiera)

### Ex componenti
- Michaela Rutsch (voce – 1986)
- Bobby / Anja Wieneke (voce – a 1987)
- Sabine Mertens (voce 1987–1988 e 1990)
- Mussi / Mustafa Akkuzu (chitarra 1987–1988)
- Frank Pokrandt (voce 1988)
- Claudia Rohde (voce 1988–1989)
- Andreas Harms (chitarra 1988–1989)
- Thomas Richter (basso 1988–1989)
- Dirk Schmalz (chitarra 1989)
- Angela Thies (voce 1990)
- Martin Zwiener (tastiera 1992)
- Nicole Sukar (voce 1992–1994)
- Nicole Knauer (voce 1993–1998)
- Oppi / Olaf Oppermann (chitarra 1994–2010)
- Anne / Anne Crönert (voce 2009–2013)
- Adrian / Adrian Lesch (tastiera 1994–2015)

## Discografia
- 1994 – Real Life (ContraPunkt)
- 1998 – Crown of Creation meets Friends (proprie vendite)
- 2001 – Paulinchen (con Memory)
- 2003 – Berenstark 10 (con When Time is lost)
- 2004 – Berenstark 11 (con Friends)
- 2010 – Abstürzende Brieftauben – TANZEN (con When Time is lost)
- 2010 – CD Maxi-Singolo 4 Tracce Darkness in your Life
- 2011 – W.I.R. präsentiert: Celle's Greatest (con Regrets)
- 2012 – Celle's Integrationsprojekt präsentiert: Made in Ce (con Run away e Vampires in the Moonlight)
- 2013 – CD Maxi-Singolo 5 Tracce With the Rhythm in my Mind
- 2015 – Best of Crown of Creation – 30 Jahre Bandgeschichte 1985–2015
- 2019 – CD Maxi-Singolo 6 Tracce Tebe pojem
- 2024 – CD Maxi-Singolo 6 Tracce Everlasting Love

## Letteratura
- Matthias Blazek: Das niedersächsische Bandkompendium 1963–2003 – Daten und Fakten von 100 Rockgruppen aus Niedersachsen. Celle 2006, p. 46 s. ISBN 978-3-00-018947-0.
- 25 Jahre Crown of Creation 1985–2010. Musikszene Hannover – Ein Bilderreigen. Adelheidsdorf 2010.
- Matthias Blazek e Wolfgang Evers: Dörfer im Schatten der Müggenburg. Celle 1997, p. 563 s.